# 飯田健太郎
飯田 健太郎（いいだ けんたろう、1998年5月4日 - ）は、神奈川県綾瀬市出身の日本の柔道家。階級は100kg級。身長188cm。四段を取得。組み手は右組み。得意技は内股。

## 経歴

### 中学まで
5歳の時にサッカーを始めた。6歳の時には麻布大学付属高校で柔道を指導している父親の影響もあって、先に始めていた姉に続いて湘南宮本塾で柔道も始めた。小さい時は柔道よりもサッカーの方が好きだったという。小学校4年の時には野球も始めた。小学校6年の時に全国小学生学年別柔道大会50kg級で2位になったことから、中学からは柔道一本に絞ることを決めた。なお、この当時は寝技を得意にしていた。
大野北中学時代は学校の道場で稽古を積んだ後は、近くの麻布大学付属高校で高校生と一緒に稽古することが日課となった。2年の時には全国中学校柔道大会73kg級の3回戦で敗れた。3年の時には全国中学校柔道大会の81kg級に出場して決勝まで進むも、小野中学3年の藤原崇太郎の前に肩車の有効で敗れて2位だった。

### 高校時代
国士舘高校へ進むと、1年の時には全日本カデ90kg級で優勝した。金鷲旗では決勝で小川雄勢率いる修徳高校に敗れて2位だった。インターハイでは決勝の修徳高校戦で一本勝ちするなどしてチームの優勝に貢献した。国体少年男子の部では東京都代表で出場するが、決勝で愛知県に敗れて2位だった。全国高校選手権の団体戦では決勝で大成高校と対戦すると、古賀颯人を大腰で破るなどしてチームの優勝に貢献すると、最優秀選手にも選ばれた。
2年の時には全日本カデの90kg超級に出場するが、準決勝で埼玉栄高校2年の蓜島剛に指導2で敗れて3位にとどまった。金鷲旗では決勝で大成高校を破って優勝した。インターハイでは個人戦の100kg級で優勝すると、団体戦でも決勝の日体大荏原高校戦で一本勝ちするなど1年先輩の山田伊織や同級生の磯村亮太などとともに活躍して個人戦との2冠を達成した。また、団体戦では高校3冠（全国高校選手権、金鷲旗、インターハイ）を達成することになった。さらに、全日本ジュニアでも決勝で新田高校3年の伊藤好信を指導3で破って優勝を飾った。国体少年男子の部では決勝の千葉県チームとの対戦で一本勝ちしたのを始め全勝して、チームの優勝に貢献した。世界ジュニアでは初戦で今大会優勝したロシアのニヤス・イリアソフに指導2で敗れた。講道館杯では2回戦で元世界3位である筑波大学教員の小野卓志を隅返で破るも、準々決勝で綜合警備保障の小林大輔に有効で敗れるなどして7位だった。全国高校選手権の団体戦決勝で日体大荏原高校と対戦すると、大将戦において藤原に釣込腰の有効で敗れて2位にとどまった。なお、個人戦には出場しなかった。
3年の時には4月の選抜体重別初戦でJRAの高木海帆を指導2で破るも、準決勝で東海大学3年のウルフ・アロンに合技で敗れて3位だった。続くロシアジュニア国際では決勝で世界カデ90kg級チャンピオンであるオランダのシメオン・カタリナに一本勝ちして優勝を飾った。7月の金鷲旗では決勝で日体大荏原高校と対戦すると、大将戦で藤原から内股で技ありを取った後に、更に内股で一本勝ちして今大会2連覇を達成した。その僅か一週間後に開催されたインターハイの団体戦では準決勝まで一本勝ちすると、決勝の日体大荏原高校戦では2-2で迎えた大将戦において、モンゴルからの留学生であるハンガル・オドウバートルを大外刈で破って、6試合オール一本勝ちでチームを優勝に導いた。翌日の個人戦でも6試合オール一本勝ちして大会2連覇を果たすとともに、2年連続で団体戦との2冠も達成することになった。9月の全日本ジュニアでは決勝で前年に続く対戦となった伊藤を隅落で破って今大会2連覇を達成した。試合後のインタビューでは、「東京五輪には絶対自分が出て優勝したいです」と語った。10月の国体少年男子の部ではオール一本勝ちでチームの2連覇に貢献した。11月の講道館杯では初戦で昨年敗れた小林を内股で破るなど高校生ながらオール一本勝ちで決勝まで進むが、ウルフに内股の技ありで敗れて2位にとどまった。12月のグランドスラム・東京では準々決勝でロシアのキリル・デニソフに指導2で敗れるが、その後の敗者復活戦を勝ち上がって高校生ながら3位に入った。2017年2月のグランドスラム・パリでは準々決勝でリオデジャネイロオリンピック90kg級銀メダリストであるヴァルラーム・リパルテリアニを大内刈で破ると、準決勝ではポルトガルのジョルジ・フォンセカから技ありを先取されるも終了間際に内股で逆転勝ちした。決勝ではリオデジャネイロオリンピック銅メダリストである地元フランスのシリル・マレを内股の技ありで破って18歳にしてグランドスラム大会初優勝を飾った。3月には全日本選手権の東京予選に出場すると、4回戦で81kg級の選手であるパーク24の丸山剛毅と対戦するが、主審の「待て」がかかったと勘違いした一瞬の隙を突かれて腕挫十字固で敗れて、本戦への出場はならなかった。

### 大学時代
2017年4月からは国士舘大学へ進んだ。1年の時には体重別の準決勝でウルフに内股の技ありで敗れて3位に終わった。6月の優勝大会では5位だった。8月のユニバーシアードでは準決勝まで一本勝ちするも、決勝でアゼルバイジャンのゼリム・コツォイエフに技ありで敗れて2位に終わった。団体戦では初戦のラトビア戦のみ出場して内股で一本勝ちすると、その後チームも優勝を飾った。9月にはジュニア交流大会の決勝でモンゴルのハンガルと対戦すると、技ありを取られるも終盤に内股で逆転の一本勝ちを収めて優勝した。10月の体重別団体では決勝の東海大学戦でウルフに技あり2つを取られて、チームも2位に終わった。11月の講道館杯では準決勝で日本製鉄の西山大希を大外返で破ると、決勝では京葉ガスの下和田翔平をGSに入ってからやぐら投げの技ありで破って今大会初優勝を飾った。12月のグランドスラム・東京では3回戦でリパルテリアニに一本勝ちしたが、準々決勝で韓国のチョ・グハムにGSに入ってから指導2で敗れると、敗者復活戦でもフォンセカに技あり2つを取られて敗れて7位に終わった。2018年2月のグランドスラム・パリでは2回戦でイスラエルのピーター・パルチックに技ありで敗れた。
2年の時には4月の体重別初戦で兵庫県警の辻本拓記に大内返で敗れた。しかし、アジア大会代表には選ばれた。続く全日本選手権では3回戦で100kg超級の元世界チャンピオンである京葉ガスの上川大樹を技ありで破るも、準々決勝では前年度王者の旭化成の王子谷剛志に袈裟固で敗れて5位だった。6月の優勝大会では準決勝の筑波大学戦で一本勝ちするも、チームは敗れて3位だった。7月のグランプリ・ザグレブでは準決勝でイリアソフに小外掛で敗れて3位だった。8月のアジア大会では決勝でチョ・グハムと対戦すると、GS含めて10分以上の戦いの末に反則勝ちを収めるなどオール一本勝ちで優勝した。10月の体重別団体では3位だった。11月のグランドスラム・大阪では準決勝でカナダのシャディ・エルナハスに合技で敗れるも、3位決定戦でスウェーデンのヨアキム・ドベルビを内股で破って3位になった。12月のワールドマスターズでは2回戦で世界チャンピオンとなったチョを大内刈で破るが、準々決勝でモンゴルのルハグバスレン・オトゴンバータルに技ありで敗れた。その後の3位決定戦ではパルチックを内股で破って3位になった。2019年2月のグランドスラム・デュッセルドルフでは初戦でマレを裏投げ、3回戦で世界ランキング1位であるジョージアのリパルテリアニを内股の技あり、準決勝ではコツォイエフを合技で破るなどして決勝まで進むと、チョを出足払の技ありで破って優勝を飾った。試合後には、「すごく意味のある優勝だと思っている」とコメントした。
3年の時には4月の体重別準決勝で旭化成の羽賀龍之介に内股の技ありで敗れて3位だった。続く全日本選手権では3回戦で東海大学4年の太田彪雅に大内返で敗れた。6月の優勝大会では準決勝の筑波大学戦で元国士舘の同門で90kg級の田嶋剛希に大外刈で敗れてチームは3位に終わった。10月のグランドスラム・ブラジリアでは準決勝でロシアのキリル・デニソフを内股、決勝でも地元ブラジルのラファエル・ブザカリニを内股で破るなど、オール一本勝ちで優勝した。続く体重別団体では決勝の東海大学戦で100kg超級に出場して相手エースの太田と引き分けるも、代表戦で73kg級の三谷大が立川新に11分45秒の戦いの末に背負投で敗れたため2位にとどまった。11月のグランドスラム・大阪では準々決勝でウルフに大内刈の技ありで敗れるも、その後の3位決定戦でウズベキスタンのムハンマドカリム・フラモフに内股で逆転勝ちして3位になった。2020年2月のグランドスラム・パリでは2回戦で地元フランスのクレマン・デルベールに技ありで敗れて、東京オリンピック代表には選出されなかった。
4年の時には11月の講道館杯決勝で西山を燕返しで破って今大会3年ぶり2度目の優勝を飾った。続いて、2021年に延期された東京オリンピックの補欠に選ばれた。12月に延期された全日本選手権では2回戦で60kg級の選手である了徳寺大学職員の永山竜樹をGSに入ってから小外掛で破るも、3回戦で日本製鉄の田中源大に出足払の有効で敗れた。

### 社会人時代
2021年4月からは旭化成の所属となった。体重別では決勝で明治大学4年の神垣和他を技ありで破って今大会初優勝を飾った。これにより、世界選手権代表にも選出された。6月の世界選手権では3回戦で今まで3連勝していたリパルテリアニに技ありで敗れた。10月のグランドスラム・パリでは2回戦で世界ランキング92位の伏兵である地元フランスのセドリク・オリバルに送足払で敗れた。11月のグランドスラム・バクーでは準々決勝でロシアのニヤス・ビラロフに反則負けを喫したが、その後の敗者復活戦を勝ち上がって3位になった。
2022年2月のグランドスラム・パリでは準々決勝でオランダのミハエル・コレルを内股で破るも、準決勝でヨーロッパチャンピオンのベルギーのトマ・ニキフォロフに片手絞で敗れた。その後の3位決定戦ではブザカリニを内股で破って3位になった。4月の体重別では準決勝で会社の先輩である羽賀に反則負けを喫して3位に終わった。しかし、実績で世界選手権代表に選出された。5月の実業団体では優勝した。6月のグランドスラム・ウランバートルでは準々決勝でイスラエルのピーター・パルチックに内股で敗れると、その後の3位決定戦でもコレルに反則負けを喫して5位に終わった。7月のグランドスラム・ブダペストでは準決勝で90kg級の世界チャンピオンであるスペインのニコロス・シェラザディシビリを開始早々の出足払で破ると、決勝ではリパルテリアニを内股の技ありで破って優勝した。
10月の世界選手権では2回戦でセルビアのボヤン・ドシェンに内股で技ありを先取するも、直後に内股すかしをくらい逆転の一本負けを喫した。12月のグランドスラム・東京では決勝でイタリアのジェンナーロ・ピレッリに反則負けして2位だった。続くワールドマスターズでは2回戦でコレルに背負投で敗れた。しかしながら、2023年の世界選手権代表に決まった。
2023年5月の世界選手権では初戦で世界チャンピオンのムザファルベク・トゥロボエフに裏投げで一本勝ちするも、2回戦でパルチックに内股で敗れた。これで世界選手権では3年連続の早期敗退となった。6月の実業団体では優勝した。8月のワールドマスターズはケガにより出場を辞退した。12月のグランドスラム・東京では2回戦でモンゴルのバトフヤグ・ゴンチグスレンに支釣込足で敗れた。この結果により、パリオリンピック代表候補から除外された。
2024年4月の体重別は1㎏程の計量オーバーで失格して出場できなかった。そのため、規定により強化選手からも外された。続く全日本選手権では初戦で山形県警の阿部拓馬と対戦すると、内股で技ありを先取するも、それを一本と勘違いして油断した隙を突かれ横四方固で逆転負けを喫した。しかし、抑え込みは20秒で一本となるはずだが阿部の抑え込みが15秒過ぎたところで合技一本が宣せられた。阿部はそれ以前に技ありを取っておらず、本来ならば合技一本にはならない。この判断に審判団が協議となったものの、直後に阿部の寝技による技ありが訂正されて一本となり、不可解な判定ながら阿部の勝利が認められる形となった。6月の実業団体ではチームの優勝に貢献した。
2025年2月のシニア体重別には100㎏超級で出場するも、3回戦で神奈川県警の辻湧斗にダイビングで反則負けを喫した。4月の全日本選手権では2回戦で福岡県警の上林山裕馬に1－2の判定で敗れた。6月の実業団体では決勝のパーク24戦でウルフに技ありで敗れるも、チームは優勝した。

## 戦績
- 2010年 - 全国小学生学年別柔道大会 2位（50kg級）
- 2013年 - 全国中学校柔道大会 2位（81kg級）
- 2014年
  - 全日本カデ 優勝（90kg級）
  - 金鷲旗 2位
  - インターハイ 団体戦 優勝
  - 国体 少年男子の部 2位
- 2015年 - 全国高校選手権 団体戦 優勝
  - 全日本カデ 3位（90kg超級）
  - 金鷲旗 優勝
  - インターハイ 個人戦 優勝 団体戦 優勝
  - 全日本ジュニア 優勝
  - 国体 少年男子の部 優勝
  - 講道館杯 7位
- 2016年 - 全国高校選手権 団体戦 2位
  - 選抜体重別 3位
  - ロシアジュニア国際 優勝
  - 金鷲旗 優勝
  - インターハイ 個人戦 優勝 団体戦 優勝
  - 全日本ジュニア 優勝
  - 国体 少年男子の部 優勝
  - 講道館杯 2位
  - グランドスラム・東京 3位
  - エクサンプロヴァンスジュニア国際 優勝
- 2017年 - グランドスラム・パリ 優勝
  - 体重別 3位
  - 優勝大会 5位
  - ユニバーシアード 個人戦 2位 団体戦 優勝
  - ジュニア交流大会 優勝
  - 体重別団体 2位
  - 講道館杯 優勝
  - グランドスラム・東京 7位
- 2018年 - 全日本選手権 5位
  - 優勝大会 3位
  - グランプリ・ザグレブ 3位
  - アジア大会 優勝
  - 体重別団体 3位
  - グランドスラム・大阪 3位
  - ワールドマスターズ 3位
- 2019年 - グランドスラム・デュッセルドルフ 優勝
  - 選抜体重別 3位
  - 優勝大会 3位
  - グランドスラム・ブラジリア 優勝
  - 体重別団体 2位
  - グランドスラム・大阪 3位
- 2020年 - 講道館杯 優勝
- 2021年 -　体重別 優勝
  - グランドスラム・バクー 3位
- 2022年 -　グランドスラム・パリ 3位
  - 体重別 3位
  - 実業団体 優勝
  - グランドスラム・ウランバートル 5位
  - グランドスラム・ブダペスト 優勝　
  - グランドスラム・東京　2位
- 2023年 -　実業団体 優勝
- 2024年 -　実業団体 優勝
- 2025年 -　実業団体 優勝

（出典、JudoInside.com）